# Audita tremendi

Карта Святої Землі до початку III Хрестового походу

Audita tremendi (лат. Почувши про страшне) — булла папи Григорія VIII, датована 29 жовтня 1187 року, яка закликала західних християн до Третього хрестового походу.
Як і всі папські булли, Audita tremendi отримала назву за першими словами: "Audita tremendi severitate judicii, quod super terram Jerusalem divina manus exercuit…, тобто «Почувши про суворий і страшний суд, яким Божественна рука вразила землю Єрусалима». Причиною видання були стали отримані папою звістки про катастрофу під Хаттіном (4 липня 1187 року). До моменту видання булли Єрусалим уже було взято Саладіном, проте до Європи ця звістка ще не дійшла.
Булла пов'язувала поразку хрестоносців з непристойним і гріховним життям західних християн на Святій землі. Ці гріхи, на думку папи, мали спокутувати всі християни, та для порятунку Єрусалима потрібен новий хрестовий похід. Булла обіцяла індульгенцію всім учасникам походу, відпущення гріхів усім загиблим під час походу, а майно учасників Церква приймала під свій захист.